# Donovan Cech
Donovan Cech (ur. 2 maja 1974 w Kapsztadzie), południowoafrykański wioślarz, brązowy medalista w wioślarskiej dwójce bez sternika podczas Letnich Igrzysk Olimpijskich w Atenach.

## Osiągnięcia
- Mistrzostwa Świata – Kolonia 1998 – dwójka bez sternika – 11. miejsce[1].
- Mistrzostwa Świata – St. Catharines 1999 – dwójka bez sternika – 7. miejsce[1].
- Igrzyska Olimpijskie – Sydney 2000 – dwójka bez sternika – 6. miejsce[1].
- Mistrzostwa Świata – Lucerna 2001 – dwójka bez sternika – 3. miejsce[1].
- Mistrzostwa Świata – Sewilla 2002 – dwójka bez sternika – 2. miejsce[1].
- Mistrzostwa Świata – Mediolan 2003 – dwójka bez sternika – 3. miejsce[1].
- Igrzyska Olimpijskie – Ateny 2004 – dwójka bez sternika – 3. miejsce[1].
- Mistrzostwa Świata – Gifu 2005 – dwójka bez sternika – 2. miejsce[1].
- Mistrzostwa Świata – Eton 2006 – dwójka bez sternika – 7. miejsce[1].
- Mistrzostwa Świata – Monachium 2007 – dwójka bez sternika – 5. miejsce[1].